# دیوید استرن
دیوید جوئل استرن (ایتالیایی: David Joel Stern؛ زادهٔ ۲۲ سپتامبر ۱۹۴۲ – درگذشتهٔ ۱ ژانویهٔ ۲۰۲۰) رئیس پیشین اتحادیه ملی بسکتبال بود.
وی در سال ۱۹۸۴ به این سمت دست پیدا کرد؛ وی پس از Larry O'Brien, Walter Kennedy, Maurice Podoloff چهارمین رئیس NBA بود.

## زندگی‌نامه
استرن در ۲۲ سپتامبر ۱۹۴۲ در شهر نیویورک در ایالت نیویورک به دنیا آمد و در تنک واقع در ایالت نیوجرسی بزرگ شد.
او از دبیرستان تنک فارغ‌التحصیل شد؛ در سال ۱۹۶۳ به عنوان از دانشجوی تاریخ فارغ‌التحصیل شد ولی پس از تغییر رشته در سال ۱۹۶۶ در رشته وکالت دانشگاه کلمبیا فارغ‌التحصیل شد و پیش از قبولی در آزمون وکالت برای گرفتن مجوز به‌طور آزمایشی در نیویورک به عنوان کارآموز پذیرفته شد. او موفق شد آزمون وکالت را با موفقیت پشت سر بگذارد.

## اتحادیه ملی بسکتبال
استرن زمانی که در شرکت مشاوره حقوقی Proskauer Rose کار می‌کرد برای اولین بار با لیگ NBA آشنایی پیدا کرد. در سال ۱۹۷۶ دیوید به عنوان مدیر بخش حقوقی در اتحادیه ملی بسکتبال -به مدیریت لری او'برایان- به فعالیت پرداخت. در سال ۱۹۸۰ وی به عنوان معاون مدیر اجرایی لیگ NBA فعالیت می‌کرد. در مدت ۴ سال فعالیت استرن در NBA دو توافق مهم میان اتحادیه بازیکنان NBA و اتحادیه مالکان باشگاه‌ها به ثبت رسید:اولین توافق تست مصرف موادمخدر بود. در آن زمان بسیاری از بازیکنان لیگ به مصرف موادمخدر روی آورده بودند که با تصویب این قانون این مسئله تا حد زیادی کاهش پیدا کرد. توافق دوم ایجاد سقف قرارداد برای مبلغ دریافتی بازیکنان بود.
دیوید استرن در ۱ فوریه ۱۹۸۴ به عنوان رئیس اتحادیه ملی بسکتبال انتخاب شد. در NBA Draft فصل ۸۵–۱۹۸۴ چهار بازیکنی که بعدها به اسطوره‌های لیگ تبدیل شدند وارد عرصه NBA شدند؛ مایکل جردن، جان استاکتون، حکیم اولاجوان و چارلز بارکلی.
با ورود مایکل جردن، لیگ NBA وارد عرصهٔ تجاری جدیدی شد. پس از اینکه جردن با کمپانی نایکی قراردادی برای کفش‌های بسکتبال با برند مخصوص Jordan امضا کرد این لیگ بیش از پیش در جهان شناخته شد. همچنین وجود دو ستاره دهه ۹۰ بسکتبال در لیگ، به آن هیجان خاصی بخشیده بود. لری برد و مجیک جانسون با بازیه‌های بی‌نظیر خود برای لیگ محبوبیت و همچنین سود زیادی به همراه آوردند.
اتحادیه ملی بسکتبال زنان در سال ۱۹۹۷ اولین فصل خود را آغاز کرد. استرن به عنوان یکی از ناظران این لیگ در دوران نخست آن به‌شمار
می‌رفت. استرن برای گسترش محبوبیت لیگ NBA کمپ‌های تمرینی با حضور بازیکنان مطرح لیگ، انجام بازی‌های نمایشی و به خدمت گرفتن بازیکنان بین‌المللی را در دستور کار خود قرار داد که این رویه تا به امروز بسیار مؤثر واقع شده‌است.
در حال حاضر ۲۱۵ کشور با ۴۵ زبان گوناگون بازی‌های دو لیگ NBA و WNBA را پخش می‌کنند. همچنین این لیگ در ۱۱ کشور دفتر رسمی دارد.

### اتفاقات مهم در طول ریاست استرن
- تغییر مکان ۶ باشگاه (Kings, Clippers, Grizzlies, Hornets و Sonics)
- ورود ۷ تیم جدید (Hornets, Timberwolves, Heat, Magic, Grizzlies, Raptors و Bobcats)
- اجرای قوانین پوششی که به پوشش بازیکنان در هنگام مصاحبه بعد از بازی و ورود به زمین بازی نظم خاصی بخشید.
- تغییر نام جام NBA Finals به Larry O'Brien Trophy.
- تغییر نام جایزه MVP به Bill Russell NBA Finals Most Valuable Player Award.
- ۴ وقفه در بازی‌ها در ۱۹۹۹–۱۹۹۵٬۱۹۹۶٬۱۹۹۸ و ۲۰۱۱

## زندگی شخصی
استرن از زمانی که به عنوان رئیس اتحادیه ملی بسکتبال انتخاب شد کمک‌های بسیاری به کاندیدهای حزب دموکرات کرد.
دیوید با Dianne Bock Stern ازدواج کرده و صاحب دو فرزند بود. آنها در اسکارسدیل در ایالت نیویورک سکونت داشتند.